# Übergangsbeihilfe
Übergangsbeihilfe als Einmalzahlung ist in Deutschland neben den monatlich gewährten Übergangsgebührnissen die wesentliche Art der finanziellen Dienstzeitversorgung der Soldaten auf Zeit (§ 3 Abs. 4 Nr. 3 SVG). Sie stellt eine „Abfindung“ bzw. „Ausscheidergeld“ dar.

## Anspruch
Soldaten auf Zeit der Bundeswehr erhalten Übergangsbeihilfe, sofern sie eine Wehrdienstzeit von mehr als sechs Monaten hatten, wenn ihr Dienstverhältnis endet wegen Ablaufs der Zeit, für die sie in dieses berufen sind (§ 54 Abs. 1  SG), oder wegen Dienstunfähigkeit. Der Anspruch entsteht am Tag des Ausscheidens aus dem Dienst. Die Übergangsbeihilfe wird in einer Summe ausgezahlt. (§ 12 Abs. 1 SVG) Aus dem Dienst ausscheidende freiwillig Wehrdienstleistende und Berufssoldaten haben keinen Anspruch auf Übergangsbeihilfe. 

## Höhe
Die Übergangsbeihilfe bemisst sich für Soldaten auf Zeit, die nicht Inhaber eines Eingliederungsscheins oder Zulassungsscheins sind, nach der Dienstzeit und dem Betrag der Dienstbezüge (dazu zählen Grundgehalt, Familienzuschlag und Zulagen nach dem Bundesbesoldungsgesetz) des letzten Monats (§ 12 Abs. 2 SVG):
- weniger als 18 Monate 1,5-facher Betrag
- 18 Monate und weniger als 2 Jahre 1,8-facher Betrag
- 2 und weniger als 4 Jahre 2-facher Betrag
- 4 und weniger als 5 Jahre 4-facher Betrag
- 5 und weniger als 6 Jahre 4,5-facher Betrag
- 6 und weniger als 7 Jahre 5-facher Betrag
- 7 und weniger als 8 Jahre 5,5-facher Betrag
- 8 und weniger als 9 Jahre 6-facher Betrag
- 9 und weniger als 10 Jahre 6,5-facher Betrag
- 10 und weniger als 11 Jahre 7-facher Betrag
- 11 und weniger als 12 Jahre 7,5-facher Betrag
- 12 und weniger als 13 Jahre 8-facher Betrag
- 13 und weniger als 14 Jahre 8,5-facher Betrag
- 14 und weniger als 15 Jahre 9-facher Betrag
- 15 und weniger als 16 Jahre 9,5-facher Betrag
- 16 und weniger als 17 Jahre 10-facher Betrag
- 17 und weniger als 18 Jahre 10,5-facher Betrag
- 18 und weniger als 19 Jahre 11-facher Betrag
- 19 und weniger als 20 Jahre 11,5-facher Betrag
- 20 und mehr Jahre 12-facher Betrag

## Berufung in das Dienstverhältnis vor dem 26. Juli 2012
Für die am 26. Juli 2012 (Inkrafttreten des Bundeswehrreform-Begleitgesetzes) vorhandenen Versorgungsempfänger sowie für die Soldaten, die vor diesem Datum in das Dienstverhältnis eines Soldaten auf Zeit berufen worden sind oder eine Eignungsübung nach dem Eignungsübungsgesetz geleistet haben, gilt weiterhin das bisherige Recht, sofern zwischen den Dienstverhältnissen keine Unterbrechung bestand oder das Dienstverhältnis nicht nach dem 23. Mai 2015 auf Grund freiwilliger Weiterverpflichtung verlängert worden ist (§ 102 SVG). Demnach beträgt die Höhe der Übergangsbeihilfe für diesen Personenkreis nach einer Dienstzeit von 
- weniger als 18 Monaten das Eineinhalbfache,
- 18 Monaten und weniger als zwei Jahren das Einvierfünftelfache,
- zwei und weniger als vier Jahren das Zweifache,
- vier und weniger als acht Jahren das Vierfache,
- acht bis einschließlich 20 Jahren das Sechsfache,
- mehr als 20 Jahren das Achtfache

der Dienstbezüge des letzten Monats.

## Übergangsbeihilfe bei kurzer Wehrdienstzeit
Soldaten auf Zeit mit einer Wehrdienstzeit bis zu sechs Monaten, deren Dienstverhältnis wegen Ablaufs der Zeit, für die sie in das Dienstverhältnis berufen sind oder wegen Dienstunfähigkeit endet, sowie Eignungsübende, die nach der Eignungsübung nicht als Soldaten auf Zeit übernommen werden, erhalten eine Übergangsbeihilfe. Sie beträgt 105 Euro für jeden vollen Monat der Wehrdienstzeit, im Übrigen 3,50 Euro je Tag (§ 13 SVG).

## Steuerliche Berücksichtigung
Die Übergangsbeihilfe zählt bei der Einkommensteuer als zu versteuerndes Einkommen. Für Soldaten auf Zeit, deren Dienstverhältnis vor dem 1. Januar 2006 begründet wurde, gilt ein Steuerfreibetrag in Höhe von 10.800 Euro (§ 52 Abs. 4 S. 3 EStG).

## Konkurrenzen und Sonderfälle

### Eingliederungsschein
Für Inhaber eines Eingliederungsscheins beträgt die Übergangsbeihilfe 25 Prozent. Erlischt das Recht aus dem Eingliederungsschein und wird kein Zulassungsschein beantragt, wird der Rest der Übergangsbeihilfe ausgezahlt. Dies geschieht in den Fällen des § 9 Abs. 5 Nrn. 2 bis 4 SVG nur auf Antrag, im Übrigen von Amts wegen. 

### Zulassungsschein
Für Inhaber eines Zulassungsscheins beträgt die Übergangsbeihilfe 50 Prozent. Sie können grundsätzlich innerhalb eines Zeitraums von acht Jahren nach Erteilung des Zulassungsscheins unter dessen Rückgabe die Übergangsbeihilfe wählen. Der nachträgliche Erwerb des Zulassungsscheins gegen Rückzahlung der gewährten Übergangsbeihilfe ist nicht zulässig.

### Wiederverwender
Für Wiederverwender richtet sich die Übergangsbeihilfe nach der Gesamtdienstzeit; sie verringert sich jedoch um den früher gezahlten Betrag (§ 13a Abs. 1 S. 7 SVG).

### Beurlaubung, Fernbleiben vom Dienst, Elternzeit
Bei Soldaten auf Zeit, die ohne Dienstbezüge, oder während eines vorausgegangenen Wehrdienstverhältnisses ohne Wehrsold, beurlaubt worden waren, schuldhaft unerlaubt dem Dienst ferngeblieben sind und für diese Zeit ihre Dienstbezüge oder den Wehrsold verloren haben, oder teilzeitbeschäftigt waren, ist die Übergangsbeihilfe hinsichtlich ihres Betrages in dem Verhältnis zu kürzen, das der Zeit der Beurlaubung, des Fernbleibens bzw. der Ermäßigung der Vollzeitbeschäftigung zur Gesamtdienstzeit entspricht. Nachdienzeiten für die Inanspruchnahme von Elternzeit werden als Dienstzeit bei der Bemessung der Übergangsbeihilfe berücksichtigt. (§ 13b SVG)

### Pfändung und Abtretung
Ansprüche auf Übergangsbeihilfe können weder gepfändet noch abgetreten noch verpfändet werden (§ 48 Abs. 2 S. 1 SVG).

### Aufrechnung und Zurückbehaltung
Ein Aufrechnungs- oder Zurückbehaltungsrecht gegenüber einem Anspruch auf Übergangsbeihilfe kann gegen den Empfänger nur wegen eines Anspruchs aus dem Dienstverhältnis geltend gemacht werden. Diese Einschränkungen gelten nicht, soweit gegen den Empfänger ein Anspruch auf Schadenersatz wegen vorsätzlicher unerlaubter Handlung besteht (§ 50 S. 2 f. SVG).

### „Unehrenhafte Entlassung“
Schwebt im Zeitpunkt der Beendigung des Dienstverhältnisses gegen den Soldaten auf Zeit ein gerichtliches Disziplinarverfahren, das zum Verlust der Rechtsstellung eines Soldaten auf Zeit (§ 54 Abs. 2 Nr. 2 SG) oder zur Entlassung (§ 55 Abs. 1 oder 5 SG) führen könnte, so darf die Übergangsbeihilfe (inkl. der Übergangsbeihilfe bei kurzer Wehrdienstzeit) erst nach dem rechtskräftigen Abschluss des Verfahrens und nur gewährt werden, wenn kein Verlust der Versorgungsbezüge eingetreten ist (§ 12 Abs. 8 SVG; § 82 WDO).

### Kürzung oder Aberkennung als Disziplinarmaßnahme
Bei Soldaten mit Anspruch auf Übergangsbeihilfe besteht die Disziplinarmaßnahme der Kürzung des Ruhegehaltes in der Kürzung der Übergangsbeihilfe bis zur Hälfte. Daneben können auch Übergangsgebührnisse und Ausgleichsbezüge gekürzt werden. Mit der Aberkennung des Ruhegehalts verliert der frühere Soldat den Anspruch auf eine noch nicht gezahlte Übergangsbeihilfe. (§ 67 WDO)

### BAföG
Übergangsbeihilfen bleiben bei der Vermögensanrechnung nach dem Bundesausbildungsförderungsgesetz (BAföG) unberücksichtigt (§ 27 Abs. 2 Nr. 2 BAföG).